# Captain Scarlet vs the Mysterons
Captain Scarlet vs the Mysterons is een Britse televisiefilm uit 1980. De film bestaat geheel uit hergebruikt beeldmateriaal van Gerry Andersons sciencefictionserie Captain Scarlet and the Mysterons. De film is derhalve net als de serie gemaakt met supermarionation.

## Productie
Het New Yorkse bureau van ITC Entertainment, dat alle rechten op Captain Scarlet in handen ahd, besloot een nieuwe televisiefilm te maken gebaseerd op de aflevering Attack On Cloudbase. Deze aflevering werd verlengd met beeldmateriaal van andere afleveringen, met toevoeging van nieuwe effecten (raketten werden bijvoorbeeld vervangen door lasers) en nieuwe muziek.
Eveneens werd een Amerikaanse acteur gebruikt voor de stem van de Mysterons.
De veranderingen die werden aangebracht aan Attack On Cloudbase om de film te produceren veranderden de oorspronkelijke plot drastisch. Dit veroorzaakte grote verwarring bij sommige kijkers.
De resulterende film was zowel kritisch als commercieel geen succes. Gerry Anderson vond de film niks.
Desondanks kreeg de film een vervolg: Revenge of the Mysterons from Mars

## Rolverdeling (stemacteurs)
| Acteur           | Personage                                  |
| ---------------- | ------------------------------------------ |
| Francis Matthews | Captain Scarlet                            |
| Ed Bishop        | Captain Blue                               |
| Donald Gray      | Colonel White, Captain Black, de Mysterons |
| Cy Grant         | Lieutenant Green                           |
| Sylvia Anderson  | Melody Angel                               |
| Liz Morgan       | Destiny Angel                              |